# Галеото III Малатеста
Вижте пояснителната страница за други личности с името Галеото Малатеста.
Галеото III Малатеста (на италиански: Galeotto III Malatesta; * XIV век, † 25 октомври 1423) е италиански кондотиер.

## Произход
Той е син на Джовани III Малатеста († 1375), кондотиер, и на съпругата му Виоланта дела Фаджола. Има девет братя:
- Филипо († 1389)
- Галеото III († 1423), кондотиер
- Карло III († 1486), кондотиер, маркиз на Ронкофредо и Монтиано, съпруг на Чечилия
- Малатеста († сл. 1402)
- Карло († 1434)
- Рамберто († 1481), съпруг на Алда Гонзага и на Франческа Пеполи
- Тино († 1402), съпруг на Идана Малатеста и на Маргерита Малатеста
- Лудовико
- Никола
- Пандолфо

## Биография
Получава конните знаци в Палестина в църквата на Божи гроб в Йерусалим през 1398 г.
Бие се за Джангалеацо Висконти и му служи вярно. Предан на господарите на Римини, той служи на армията на Карло I Малатеста.